# ゴルトブリッツ
ゴルトブリッツ（独：Gold Blitz）とは日本の競走馬である。おもな勝ち鞍はアンタレスステークス（2011年、2012年）、マーキュリーカップ（2011年）、帝王賞（2012年）。馬名はドイツ語で金の稲妻。

## 戦績

### 2010年
母・レディブロンドと同じく美浦の藤沢和雄厩舎所属としてデビューした。3月14日、阪神の芝1600メートルの新馬戦で単勝2番人気に推されるも7着だった。その後も芝のレースを使われたが5戦して勝ちきれなかった（1戦は出走取り消し）。秋にホッカイドウ競馬へ転厩。2戦2勝でふたたび中央競馬への再入厩となったが、今度は栗東の吉田直弘厩舎所属となり、ダート路線を歩むこととなる。再デビューとなった12月の阪神ダート1800m戦を1番人気で勝つと、1000万条件馬の身で大井の東京大賞典に出走。外々をまわり、結果は7着だった。

### 2011年
1月の京都戦を1番人気で勝利すると、小倉の準オープンの門司ステークス（1700m）も2着に3馬身1/2の差をつけて勝利し、オープン入りした。そして中央競馬では初めての重賞出走となったアンタレスステークス（京都1800m）でも直線で抜け出して、ワンダーアキュート以下を抑え勝利。3連勝を達成し、騎手を務めた田辺裕信ともども重賞初制覇を果たした。しかし同じく京都で行われた東海ステークス（1900m）では人気に推されるも、4角で多少の不利を受け5着に敗れた。マーキュリーカップ（盛岡2000米）では2着に3馬身差をつけて優勝し、重賞2勝目をあげた。秋初戦のみやこステークス（京都1800米）ではレース中に心房細動を発症し、最下位15着に敗れた。

### 2012年
初戦の仁川ステークス（阪神2000m）では道中2番手に付けると、4コーナーで早めに先頭に立ち2着以下に3馬身半差をつけ勝利した。4月14日のアンタレスステークスではアイファーソングに2馬身差をつけて勝利、同競走2年連続優勝となった。6月27日の帝王賞（大井2000m）ではランフォルセ、エスポワールシチーを見る形で3番手を追走すると、直線でテスタマッタとエスポワールシチーの3頭併せの形になったが残り150mで先頭に立ち2着以下に3馬身半差をつけGI初制覇となった。
しかし、秋競馬を睨んで夏場を静養に当てていた矢先の8月24日朝、腸捻転を発症したため、静養先のノーザンファームしがらきで急死。

## 競走成績
| 年月日     | 競馬場 | 競走名                 | 格       | 頭数 | オッズ （人気） | オッズ （人気） | 着順 | 騎手     | 斤量 | 距離（馬場）  | タイム （上り3F） | タイム 差 | 勝ち馬/（2着馬）       |
| ---------- | ------ | ---------------------- | -------- | ---- | --------------- | --------------- | ---- | -------- | ---- | ------------- | ----------------- | --------- | ---------------------- |
| 2010.03.14 | 阪神   | 3歳新馬                |          | 16   | 05.4            | （2人）         | 07着 | 横山典弘 | 56   | 芝1600m（良） | 1:37.6 (34.2)     | -0.6      | トゥザグローリー       |
| 0000.04.24 | 東京   | 3歳未勝利              |          | 11   | 03.8            | （2人）         | 03着 | 横山典弘 | 56   | 芝2000m（稍） | 2:04.3 (34.3)     | -0.3      | ダークシャドウ         |
| 0000.05.08 | 東京   | 3歳未勝利              |          | 16   |                 |                 | 取消 | 横山典弘 | 56   | 芝1800m（良） |                   |           | ヤマニンエルブ         |
| 0000.07.17 | 新潟   | 3歳未勝利              |          | 18   | 03.6            | （2人）         | 04着 | 北村宏司 | 56   | 芝2000m（良） | 2:00.7 (35.9)     | -0.2      | エムオークラウン       |
| 0000.08.07 | 新潟   | 3歳未勝利              |          | 18   | 02.0            | （1人）         | 02着 | 北村宏司 | 56   | 芝1800m（良） | 1:47.5 (33.7)     | -0.0      | ユキノサイレンス       |
| 0000.08.22 | 新潟   | 3歳未勝利              |          | 18   | 01.7            | （1人）         | 03着 | 北村宏司 | 56   | 芝2000m（良） | 2:02.2 (36.3)     | -0.1      | イースタリーガスト     |
| 0000.09.05 | 札幌   | 3歳未勝利              |          | 16   | 03.0            | （1人）         | 16着 | 横山典弘 | 56   | 芝2000m（良） | 2:05.1 (38.7)     | -2.3      | コングラチュレート     |
| 0000.10.05 | 門別   | 北海道日高装蹄師会特別 | 300万下  | 12   | 04.5            | （3人）         | 01着 | 服部茂史 | 56   | ダ1800m（重） | 1:52.1 (36.6)     | -1.0      | （ピンクバーディー）   |
| 0000.10.19 | 門別   | 室蘭カレーラーメン特別 | 300万下  | 9    | 01.2            | （1人）         | 01着 | 服部茂史 | 56   | ダ1800m（稍） | 1:53.0 (37.5)     | -1.1      | （マイネフレア）       |
| 0000.12.12 | 阪神   | 3歳上500万下           |          | 16   | 03.1            | （1人）         | 01着 | 藤田伸二 | 56   | ダ1800m（良） | 1:51.2 (36.4)     | -1.2      | （ビーチランデブー）   |
| 0000.12.29 | 大井   | 東京大賞典             | JpnI     | 14   | 23.8            | （7人）         | 07着 | 藤田伸二 | 55   | ダ2000m（良） | 2:02.8 (39.5)     | -2.4      | スマートファルコン     |
| 2011.01.22 | 京都   | 4歳上1000万下          |          | 11   | 01.6            | （1人）         | 01着 | 川田将雅 | 56   | ダ1900m（良） | 1:58.4 (37.6)     | -0.3      | （サンマルボス）       |
| 0000.02.13 | 小倉   | 門司S                  | 1600万下 | 16   | 01.7            | （1人）         | 01着 | 田辺裕信 | 56   | ダ1700m（不） | 1:42.0 (35.7)     | -0.6      | （シャア）             |
| 0000.04.24 | 京都   | アンタレスS            | GIII     | 13   | 05.1            | （3人）         | 01着 | 田辺裕信 | 56   | ダ1800m（重） | 1:48.1 (35.7)     | -0.3      | （ワンダーアキュート） |
| 0000.05.22 | 京都   | 東海S                  | GII      | 14   | 02.1            | （1人）         | 05着 | 田辺裕信 | 57   | ダ1900m（不） | 1:54.4 (35.8)     | -0.7      | ワンダーアキュート     |
| 0000.07.18 | 盛岡   | マーキュリーC          | JpnIII   | 8    | 01.3            | （1人）         | 01着 | 川田将雅 | 55   | ダ2000m（良） | 2:04.2 (35.8)     | -0.5      | （メイショウタメトモ） |
| 0000.11.06 | 京都   | みやこS                | GIII     | 15   | 06.8            | （3人）         | 15着 | 川田将雅 | 57   | ダ1800m（稍） | 1:55.7 (43.5)     | -7.3      | エスポワールシチー     |
| 2012.03.04 | 阪神   | 仁川S                  | OP       | 16   | 02.9            | （1人）         | 01着 | 川田将雅 | 56   | ダ2000m（稍） | 2:02.3 (35.4)     | -0.6      | （スタッドジェルラン） |
| 0000.04.14 | 阪神   | アンタレスS            | GIII     | 16   | 01.7            | （1人）         | 01着 | 川田将雅 | 57   | ダ1800m（稍） | 1:49.9 (36.7)     | -0.3      | （アイファーソング）   |
| 0000.6.27  | 大井   | 帝王賞                 | JpnI     | 13   | 03.0            | （2人）         | 01着 | 川田将雅 | 55   | ダ2000m（良） | 2:03.0 (36.3)     | -0.7      | （エスポワールシチー） |

## 血統表
| ゴルトブリッツの血統                           | ゴルトブリッツの血統                                          | ゴルトブリッツの血統                            | （血統表の出典）                                | （血統表の出典）  |
| 父系                                           | サンデーサイレンス系                                          | サンデーサイレンス系                            | サンデーサイレンス系                            | [ § 2 ]           |
| 父 スペシャルウィーク 1995 黒鹿毛 北海道門別町 | 父の父*サンデーサイレンス Sunday Silence 1986 青鹿毛 アメリカ | Halo 1969                                       | Hail to Reason                                  | Hail to Reason    |
| 父 スペシャルウィーク 1995 黒鹿毛 北海道門別町 | 父の父*サンデーサイレンス Sunday Silence 1986 青鹿毛 アメリカ | Halo 1969                                       | Cosmah                                          |                   |
| 父 スペシャルウィーク 1995 黒鹿毛 北海道門別町 | 父の父*サンデーサイレンス Sunday Silence 1986 青鹿毛 アメリカ | Wishing Well 1975                               | Understanding                                   | Understanding     |
| 父 スペシャルウィーク 1995 黒鹿毛 北海道門別町 | 父の父*サンデーサイレンス Sunday Silence 1986 青鹿毛 アメリカ | Wishing Well 1975                               | Mountain Flower                                 |                   |
| 父 スペシャルウィーク 1995 黒鹿毛 北海道門別町 | 父の母キャンペンガール 1987 鹿毛 北海道門別町                 | マルゼンスキー 1974                             | Nijinsky II                                     | Nijinsky II       |
| 父 スペシャルウィーク 1995 黒鹿毛 北海道門別町 | 父の母キャンペンガール 1987 鹿毛 北海道門別町                 | マルゼンスキー 1974                             | *シル                                           |                   |
| 父 スペシャルウィーク 1995 黒鹿毛 北海道門別町 | 父の母キャンペンガール 1987 鹿毛 北海道門別町                 | レディーシラオキ 1978                           | *セントクレスピン                               | *セントクレスピン |
| 父 スペシャルウィーク 1995 黒鹿毛 北海道門別町 | 父の母キャンペンガール 1987 鹿毛 北海道門別町                 | レディーシラオキ 1978                           | ミスアシヤガワ                                  |                   |
| 母 *レディブロンド 1998 鹿毛 アメリカ          | 母の父Seeking the Gold 1985 鹿毛 アメリカ                     | Mr. Prospector 1970                             | Raise a Native                                  | Raise a Native    |
| 母 *レディブロンド 1998 鹿毛 アメリカ          | 母の父Seeking the Gold 1985 鹿毛 アメリカ                     | Mr. Prospector 1970                             | Gold Digger                                     |                   |
| 母 *レディブロンド 1998 鹿毛 アメリカ          | 母の父Seeking the Gold 1985 鹿毛 アメリカ                     | Con Game 1974                                   | Buckpasser                                      | Buckpasser        |
| 母 *レディブロンド 1998 鹿毛 アメリカ          | 母の父Seeking the Gold 1985 鹿毛 アメリカ                     | Con Game 1974                                   | Broadway                                        |                   |
| 母 *レディブロンド 1998 鹿毛 アメリカ          | 母の母*ウインドインハーヘア 1991 鹿毛 アイルランド            | Alzao 1980                                      | Lyphard                                         | Lyphard           |
| 母 *レディブロンド 1998 鹿毛 アメリカ          | 母の母*ウインドインハーヘア 1991 鹿毛 アイルランド            | Alzao 1980                                      | Lady Rebecca                                    |                   |
| 母 *レディブロンド 1998 鹿毛 アメリカ          | 母の母*ウインドインハーヘア 1991 鹿毛 アイルランド            | Burghclere 1977                                 | Busted                                          | Busted            |
| 母 *レディブロンド 1998 鹿毛 アメリカ          | 母の母*ウインドインハーヘア 1991 鹿毛 アイルランド            | Burghclere 1977                                 | Highclere                                       |                   |
| 母系(F-No.)                                    | Burghclere系(FN:2-f)                                          | Burghclere系(FN:2-f)                            | Burghclere系(FN:2-f)                            | [ § 3 ]           |
| 5代内の近親交配                                | Buckpasser 5x4 9.38% 、Northern Dancer5x5 6.25%               | Buckpasser 5x4 9.38% 、Northern Dancer5x5 6.25% | Buckpasser 5x4 9.38% 、Northern Dancer5x5 6.25% | [ § 4 ]           |
| 出典                                           | 1. 2. 3. 4.                                                   | 1. 2. 3. 4.                                     | 1. 2. 3. 4.                                     | 1. 2. 3. 4.       |

叔父に日本のGI7勝のディープインパクトがいる。その他近親についてはハイクレア#主要なファミリーラインを参照。